# Thomas Breivik
Thomas Breivik (1º marzo 1977) è un ex calciatore norvegese, di ruolo difensore.

## Carriera

### Club
Breivik debuttò nella Tippeligaen con la maglia del Bodø/Glimt. Il 5 ottobre 1997, infatti, sostituì Lee Robertson nella sconfitta casalinga per 0-3 contro il Viking. A partire dal campionato 1999, ebbe maggiore spazio in squadra. Rimase al Bodø/Glimt fino al 2001, per trasferirsi al Lofoten nel 2002.